# Stronie Śląskie
Stronie Śląskie est une ville de Pologne, située dans le sud-ouest du pays, dans la voïvodie de Basse-Silésie. Elle est le chef-lieu de la gmina de Stronie Śląskie, dans le powiat de Kłodzko.

## Histoire
De 1818 à 1945, Seitenberg fait partie de l'arrondissement d'Habelschwerdt dans le district de Breslau au sein de la province de Silésie.

## Personnalités
- Stanisław Chiliński (1956-), lutteur, est né à Stronie Śląskie.